# Auto roku (Česko)
Anketu Auto roku v České republice pořádal Svaz dovozců automobilů spolu se Sdružením automobilového průmyslu a Klub motoristických novinářů. Výsledek se vyhlašuje každoročně od roku 1994. 
V roce 2008, po neshodách mezi partnery, se anketa rozdělila a v roce 2009 byly vyhlášeny dva tituly. Zatímco v anketě Auto roku, pořádané Svazem dovozců automobilů a Sdružením automobilového průmyslu, rozhoduje o vítězi také veřejnost, Klub motoristických novinářů nadále setrval u výběru vítěze odbornou porotou.

## Výsledky ankety auto roku

### Auto roku v Česku
| První tři umístění v anketě | První tři umístění v anketě | První tři umístění v anketě | První tři umístění v anketě | První tři umístění v anketě | První tři umístění v anketě | První tři umístění v anketě | První tři umístění v anketě |
| Ročník                      | Rok                         | 1. místo                    | body                        | 2. místo                    | body                        | 3. místo                    | body                        |
| --------------------------- | --------------------------- | --------------------------- | --------------------------- | --------------------------- | --------------------------- | --------------------------- | --------------------------- |
| 1                           | 1994/1995                   | Škoda Felicia               |                             |                             |                             |                             |                             |
| 2                           | 1996                        | Audi A4                     |                             |                             |                             |                             |                             |
| 3                           | 1997                        | Volkswagen Passat           |                             |                             |                             |                             |                             |
| 4                           | 1998                        | Alfa Romeo 156              |                             |                             |                             |                             |                             |
| 5                           | 1999                        | Ford Focus I                |                             |                             |                             |                             |                             |
| 6                           | 2000                        | Opel Zafira                 |                             |                             |                             |                             |                             |
| 7                           | 2001                        | Škoda Fabia Combi           |                             |                             |                             |                             |                             |
| 8                           | 2002                        | Peugeot 307                 |                             |                             |                             |                             |                             |
| 9                           | 2003                        | Mazda 6                     |                             |                             |                             |                             |                             |
| 10                          | 2004                        | Mazda 3                     | 160                         | Ford Focus C-MAX            | 126                         | Fiat Panda                  | 120                         |
| 11                          | 2005                        | Škoda Octavia               | 189                         | Citroen C4                  | 147                         | BMW řady 1                  | 120                         |
| 12                          | 2006                        | Ford Focus II               | 185                         | Honda Civic                 | 145                         | BMW řada 3                  | 136                         |
| 13                          | 2007                        | Opel Corsa                  | 121                         | Škoda Roomster              | 120                         | Fiat Grande Punto           | 117                         |
| 14                          | 2008                        | Kia Cee'd                   | 196                         | Ford Mondeo IV              | 195                         | Fiat 500                    | 160                         |
| 15                          | 2009                        | Škoda Superb                |                             |                             |                             |                             |                             |
| 16                          | 2010                        | Škoda Yeti                  |                             |                             |                             |                             |                             |
| 17                          | 2011                        | Mercedes-Benz SLS AMG       |                             |                             |                             |                             |                             |
| 18                          | 2012                        | Ford Focus                  |                             |                             |                             |                             |                             |
| 19                          | 2013                        | Volkswagen Golf             |                             |                             |                             |                             |                             |
| 20                          | 2014                        | Mazda6                      |                             |                             |                             |                             |                             |
| 21                          | 2015                        | Škoda Fabia                 |                             |                             |                             |                             |                             |
| 22                          | 2016                        | Škoda Superb                |                             |                             |                             |                             |                             |
| 23                          | 2017                        | Škoda Kodiaq                |                             |                             |                             |                             |                             |
| 24                          | 2018                        | Škoda Karoq                 |                             |                             |                             |                             |                             |
| 25                          | 2019                        | Ford Focus                  |                             |                             |                             |                             |                             |
| 26                          | 2020                        | Škoda Kamiq                 | 24                          | Mazda CX 30                 | 23                          | Peugeot 208                 | 21                          |
| 27                          | 2021                        | BMW i4                      |                             | Subaru Outback              |                             | Škoda Fabia                 |                             |

### Auto roku Klubu motoristických novinářů
| První tři umístění v anketě | První tři umístění v anketě | První tři umístění v anketě | První tři umístění v anketě | První tři umístění v anketě | První tři umístění v anketě | První tři umístění v anketě |
| Rok                         | 1. místo                    | body                        | 2. místo                    | body                        | 3. místo                    | body                        |
| --------------------------- | --------------------------- | --------------------------- | --------------------------- | --------------------------- | --------------------------- | --------------------------- |
| 2009                        | Mazda 6                     | 206                         | Volkswagen Scirocco         | 206                         | Ford Fiesta                 | 158                         |
| 2010                        | Škoda Yeti                  | 223                         | Opel Astra                  | 164                         | Mercedes-Benz E             | 143                         |
| 2011                        | Range Rover Evoque          | 217                         | Ford Focus                  | 194                         | Škoda Citigo                | 184                         |